# Чайковский, Модест Ильич
Моде́ст Ильи́ч Чайко́вский (1 [13] мая 1850, Алапаевск — 3 [16] января 1916, Москва) — русский драматург, оперный либреттист, переводчик, театральный критик; младший брат композитора Петра Ильича Чайковского.

## Биография и творчество

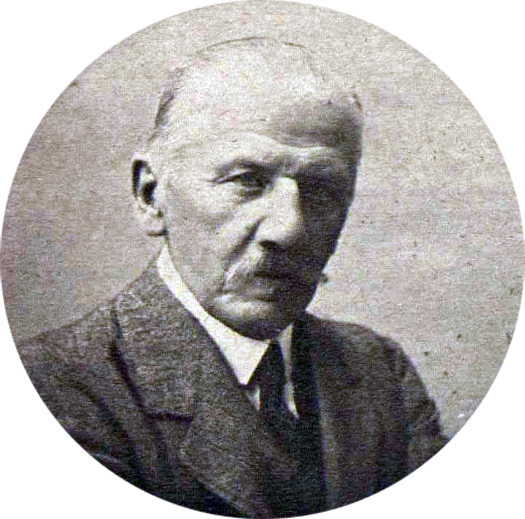
М. И. Чайковский, 1916

Окончил Училище правоведения, но всю жизнь посвятил искусству. После окончания училища служил в Симбирске в палате гражданского и уголовного суда, затем в Киевской губернии. Специализировался также в области сурдопедагогики: в 1875—1876 в Лионе изучил специальный курс дефектологии у педагога Ж. Гугентоблера, в 1876—1892 был воспитателем, с 1882 опекуном глухонемого Н. Г. Конради.
В 1882 году забеременела любимая племянница Петра Ильича Татьяна Давыдова, страдавшая зависимостью от морфина. Прикрытие предстоящих родов обеспечили композитор (его поставили перед фактом беременности в январе 1883 года) и Модест Чайковский, а также её тетя В. В. Бутакова. Модест организовал переезд девушки в Париж, где уже находился композитор, для лечения от наркомании у знаменитого в то время психиатра и невролога Жана Мартена Шарко. Мальчик, названный Георгием, появился на свет в Париже 26 апреля 1883 года. На протяжении всей жизни Татьяны Давыдовой именно Модест воспринимался как наиболее близкий ей человек со стороны семьи её матери. Биограф Чайковского Валерий Соколов писал о её отношениях с братьями Модестом и Петром Чайковскими: «с младшим на первом месте была любовь, со старшим — прежде всего уважение».
Литературную деятельность начал в 1874 как музыкальный и театральный критик. В том же году под псевдонимом Говоров написал свою первую пьесу («Благодетель»; позднее переработана в пьесу «Борцы», 1897).
Успехом пользовались его пьесы «Лизавета Николаевна» (1884), «Симфония» (1890), «Похмелье» (1890), «День в Петербурге» (1892), «Предрассудки» (1893), «Боязнь жизни» (1895), «Борцы» (1897), которые ставились в Малом, Александринском и других театрах. Премьера пьесы «Предрассудки» состоялась в день похорон его знаменитого брата П. И. Чайковского.
Модест Чайковский был награждён Грибоедовской премией в 1894, 1896 и 1899 годах — соответственно за пьесы «Предрассудки», «Боязнь жизни» и «Борцы».
Кроме написания пьес он переводил сонеты Шекспира (1914).
Был автором либретто для опер брата «Пиковая дама» (1890) и «Иоланта» (1891), а также к операм Эдуарда Направника «Дубровский» (1895), Арсения Корещенко «Ледяной дом» (1900), Антона Аренского «Наль и Дамаянти» (1904) и Сергея Рахманинова  «Франческа да Римини» (1904).
Присутствовал при последней болезни и смерти Петра Ильича. Будучи ближайшим другом великого брата-композитора, стал его первым биографом, а вместе с племянником композитора Владимиром Давыдовым и слугой Петра Ильича Алексеем Софроновым выступил основателем Музея Чайковского в Клину. Кроме того, Модест Ильич унаследовал от Владимира Давыдова многие права интеллектуальной собственности на сочинения П. И. Чайковского.
Похоронен в 1916 году в усадьбе Демьяново под Клином, которая в 1991-м стала филиалом музея‑заповедника П. И. Чайковского.

## Семья
Родители:
- Отец — Илья Петрович Чайковский (1795—1880);
- Мать — Александра Андреевна Ассиер (1812—1854).

Братья и сёстры:
- Старший брат — Николай Ильич Чайковский (1838—1911);
- Старший брат — Пётр Ильич Чайковский (1840—1893);
- Старшая сестра — Александра Ильинична Чайковская (в замужестве Давыдова)[9];
- Старший брат — Ипполит Ильич Чайковский (1843—1927);
- Старший брат — Анатолий Ильич Чайковский (1850—1915), брат-близнец Модеста.

### Избранные сочинения
Источник — Электронные каталоги РНБ
Либретто
- Дубровский : Опера в 4 д. : (Сюжет заимствован из повести Пушкина) / Либретто Модеста Чайковского / Музыка Э. Направника. — СПб., 1894. — 78 с. — (Собрание либретто типографии императорских Санкт-Петербургских театров / (Гл. упр. уделов) ; № 87).
  - Дубровский : Опера в 4 д. : Сюжет заимствован из поэмы А. С. Пушкина / Либретто М. И. Чайковского. — Горький: Горьк. обл. театр оперы и балета им. А. С. Пушкина, 1937. — 38 с.
  - . — 2-е изд. — Киев: С. М. Богуславский, 1909. — 16 с.
- Иоланта : Опера в 1 д. : Сюжет заимствован из драм. поэмы дат. поэта Генриха Герца / [Соч.] П. Чайковского ; Текст М. Чайковского. — М.: паровая скоропечатня нот П. Юргенсона, 1892. — 46 с.
  - . — 2-е изд. — М.: паровая скоропечатня нот П. Юргенсона, 1892. — 46 с.
- Иоланта : Опера в 1 д. / Либретто М. И. Чайковского по поэме Герца «Дочь короля Рене» : Содерж. оперы с сохранением текста гл. арий. — Киев: С. М. Богуславский, 1908. — 15 с.
- «Иоланта» П. И. Чайковского : [Лирич. опера в 1 д.] / Либретто М. И. Чайковского по драме Г. Герца «Дочь короля Рене» : Музыка П. И. Чайковского. — 2-е изд. — М.: Музыка, 1977. — 56 с. — (Оперные либретто). — 10 000 экз.
  - . — 3-е изд. — М.: Музыка, 1986. — 58 с. — (Оперные либретто). — 25 000 экз.
- Калькабрино : Фантастический балет в 3 д. / Соч. М. Чайковского ; Музыка Л. Минкуса ; Постановка и танцы М. Петипа. — СПб., 1891. — 16 с. — (Программы балетов / Тип. имп. СПб. театров).
- Ледяной дом : Опера в 4 д. и 7 карт. : (Сюжет заимствован из романа Лажечникова) / [Соч.] М. Чайковского ; Музыка А. Корещенко. — М.: А. Гутхейль, 1900. — 77 с.
- Наль и Дамаянти : Опера в 3 д. и 6 карт. / Либретто Модеста Чайковского : (Сост. по Жуковскому) ; Музыка А. Аренского. — М.: П. Юргенсон, 1903. — 37 с.
  - . — М.: П. Юргенсон, 1908. — 38 с.
- Пиковая дама : Опера в 3 д. и 7 карт. (на сюжет А. С. Пушкина) / Музыка П. Чайковского ; Текст Модеста Чайковского. — М.: П. Юргенсон, 1890. — 67 с.
  - . — 11-е изд. — М.: П. Юргенсон, 1915. — 64 с.
- Пиковая дама : Опера в 3 действ. и 7 картинах : (На сюжет А. С. Пушкина) : [Либретто] / Музыка П. И. Чайковского ; Текст М. Чайковского. — М.: Гос. изд-во, 1928. — 63 с.
- Пиковая дама : Опера в 3 д. по А. С. Пушкину : [Полный текст] / Музыка П. И. Чайковского ; Либретто М. И. Чайковского. — М.: Музгиз, 1937. — 94 с.
- Пиковая дама П. И. Чайковского : [Опера в 3 д. и 7 карт. : Сюжет заимствован из повести А. С. Пушкина : Полн. текст / Либретто М. И. Чайковского. — 3-е изд. — М.: Музыка, 1979. — 79 с. — (Оперное либретто). — 20 000 экз.
- Чайковский М. И. Евгений Онегин : Лирич. сцены в 3 д. по А. С. Пушкину : [Полный текст либретто]. — М.: Музгиз, 1937. — 80 с.

Пьесы
- Чайковский М. И. Боязнь жизни : Комедия в 4 д. — М.: Театр. б-ка С. Рассохина, 1895. — 93 с. — (Сцена : Драм. сборник ; 1895, вып. 10 [1]).
- Чайковский М. И. Драматические сочинения. — М.: С. Рассохин, 1900. — Т. 1. — 286 с. — (Лизавета Николаевна : Комедия. Симфония : Пьеса. Женская любовь : Этюд. Пробный камень : Комедия).
- Чайковский М. И. Катерина Сиенская : Мистерия. — М.: типо-лит. т-ва И. Н. Кушнерев и К°, 1907. — 117 с.
- Чайковский М. И. Симфония : Пьеса в 5 д. — М.: Лит. Моск. театр. б-ки Е. Н. Рассохиной, 1889. — 135 с.

Переводы
- Потеха за потеху : Драм. поэма в 4 д. = La cena delle beffee / Пер. М. Чайковского. — М.: типо-литография т-ва И. Н. Кушнерев и К°, 1911. — 80 с.
- Вильденбрух Э. Песня ведьмы : Баллада / Пер. М. И. Чайковского. — СПб.: тип. С. Л. Кинда, 1904. — 4 с. — (К IV концерту А. Зилоти ; Сезон (2-й) 1904—1905 гг.).
- Корнель П. Гораций : Трагедия в 5 д. / Пер. [в стихах] М. Чайковский. — СПб.: А. С. Суворин, 1893. — 80 с. — (Дешевая библиотека ; № 149).
- Шекспир У. Сонеты / Пер. М. Чайковский. — М.: типо-литография товарищества И. Н. Кушнерев и К°, 1914. — 157 с.
- Шекспир У. Трагедия о короле Ричарде II = Shakespeare’s Tragedy of king Richard II / Пер. [и предисл.] Модеста Чайковского. — М.: типо-литография товарищества И. Н. Кушнерев и К°, 1906. — 207 с. — (Текст парал. рус. и англ. ; С. 3: Подражание Шекспиру: (посвящение в стихах Константину Константиновичу Романову) / Модест Чайковский).
- Улыбышев А. Д. Новая биография Моцарта / Пер. М. Чайковского. — М.: П. Юргенсон, 1890—1892. — Т. 1—3. — 208+195+269 с. — 25 000 экз.

Биографии
- Апухтин А. Н. Сочинения : в 2 т. / С биогр. очерком Модеста Чайковского. — 4-е изд., доп. [1-е посмерт.]. — СПб.: тип. М. М. Стасюлевича, 1895.
  - . — 7-е изд., посмерт. — СПб.: тип. А. С. Суворина, 1912. — 663 с.
- Чайковский М. И. Жизнь Петра Ильича Чайковского : По докум., хранящимся в Архиве им. покойного композитора в Клину : В 3 т. : С прил. портр., снимков и факс., исполн. фото-цинкогр. способом. — М. ; Лейпциг: П. Юргенсон, 1900—1902.
  - . — 2-е изд, испр. — М. ; Лейпциг: П. Юргенсон, 1903.
  - Жизнь Петра Ильича Чайковского : (По документам, хранившимся в архиве в Клину) : В 3 т. — М.: Алгоритм, 1997. — 511+607+593 с. — 6000 экз. — ISBN 5-88878-007-3.
- Tchaikovsky M. The Life And Letters Of Peter Ilich Tchaikovsky. — University Press of the Pacific, 2004. ISBN 1-4102-1612-8.

Иные произведения
- Белый камень : Альм. индивидуал. искусства, индивидуал. мысли. — М.: Маска, 1907. — Т. 1. — 140 с. — (Авторы: Модест Чайковский [и др.]).
- Ларош Г. А. Собрание музыкально-критических статей : в 3 т. / Со вступ. ст. М. И. Чайковского. — М. ; Пг.: О-во «Муз.-теорет. б-ка в Москве» ; Гос. муз. изд., 1913—1924. — 396+182+158 с.
- Нечаев Е. Е. Вечерние песни : Стихотворения. — М.: М. Чайковский, 1914. — 152 с.
- Письма П. И. Чайковского и С. И. Танеева / С предисл. М. Чайковского. — М.: П. Юргенсон, 1916. — 188 с.